# San Lorenzo (Costa Rica)
San Lorenzo es un distrito del cantón de Tarrazú, en la provincia de San José, de Costa Rica.

## Historia
San Lorenzo fue creado el 26 de septiembre de 1923 por medio de Acuerdo 419.

## Ubicación
El distrito de San Lorenzo es el único que limita con los dos otros distritos del cantón, al noreste con San Marcos y al oeste con el de San Carlos. Además colinda al noroeste con el cantón de León Cortés Castro, al este con el cantón de Dota y al sur este con el cantón de Pérez Zeledón, estos tres pertenecen a la provincia de San José, mientras que al sur se encuentra el cantón puntarenense de Quepos.

## Geografía
San Lorenzo cuenta con un área de 186,29 km² y una altitud media de 1440 m s. n. m.

## Demografía
Para el año 2022, San Lorenzo cuenta con una población estimada de 4796 habitantes, y para el último censo efectuado, en 2011, San Lorenzo contaba con una población de 4394 habitantes.
El distrito ha experimentado cambios drásticos desde su fundación. Inicialmente incluía entre sus límites al hoy también distrito de San Carlos. Ya para el censo de 1963, San Lorenzo poseía una extensión que rondaba los 130 km², inferior al área actual (definida para antes del censo 2000).  

## Localidades
- Poblados: Alto Guarumal, Alto Portal, Alto Zapotal, Ardilla, Bajo Quebrada Honda, Bajo Reyes, Bajo Zapotal, Cerro Nara, Concepción, Chilamate, Delicias, Esperanza, Esquipulas, La Pacaya, Las Pavas, Mata de Caña, Miramar, Nápoles, Naranjillo, Palma, Quebrada Arroyo, Rodeo, Sabana (parte), Salado, San Bernardo, San Francisco, San Martín, Santa Cecilia, Santa Juana, Santa Marta, Santa Rosa, Zapotal.

## Economía

### Turismo
- Cerro Nara de Tarrazú, un pueblo fantasma. Para llegar a Cerro Nara hay que ingresar por Quepos. No hay otra ruta. Cerro Nara está en el camino que va para San Isidro de Dota, otro pueblo, donde reina el canto campanudo del jilguero. Por ahí también está Quebrada Arroyo de Tarrazú, donde hay un proyecto de turismo rural comunitario. El templo de Cerro Nara es uno de los más pequeños de Costa Rica. Ya en el centro de la comunidad no vive ni una persona. En sus alrededores, hay dos o tres casas. Hasta se llega a decir que en el lugar se ha presenciado actividad paranormal.[cita requerida]

- Quebrada Arroyo de Tarrazú, su mayor atracción turística, un paraíso natural de conexión con la naturaleza llamada, Los Campesinos Ecolodges una cooperativa comunal, dedicada al turismo rural sostenible y amigable con el medio ambiente, con más de 16 años de historia, ubicado en la comunidad de Quebrada Arroyo, a tan solo 25 km al este de las playas de Manuel Antonio y Puerto Quepos. Para llegar no hay otra ruta que por Quepos.[cita requerida]

- Nápoles de Tarrazú es un pequeño pueblo ubicado entre Santa Juana y Mata de Caña de Tarrazú, en dicho pueblo se manifiesta un leve desarrollo como atractivo turístico a través de las cabañas de alquiler, además por esta comunidad pasa la Ruta Tarrazú-Quepos, que es una ruta camino 4x4 que está en desarrollo a convertirse en una ruta asfáltica dentro del futuro, que conecte a San José con el puerto de Quepos, el cual activará el desarrollo turístico en la zona.[cita requerida]

## Transporte

### Carreteras
Al distrito lo atraviesan las siguientes rutas nacionales de carretera:
- Ruta nacional 303